# 정강왕
정강왕(定康王, ?~887년 음력 7월 5일, 재위 : 886년~887년)은 신라의 제50대 국왕이다. 성은 김(金)이고 이름은 황(晃)이다. 본관은 경주(慶州)이다. 아버지는 경문왕이고, 어머니는 헌안왕의 딸인 문의왕후(文懿王后)이다.

## 생애
김황의 형 헌강왕이 재위 12년째인 886년 7월 5일에 사망한 후 헌강왕의 태자 김요(金嶢)가 아직 두 돌이 안된 어린 나이였으므로, 김황이 신라 제50대 왕에 즉위하였다. 887년 1월에 황룡사에서 백고좌를 마련해 왕 스스로도 행차하고 강의를 들었다. 같은 달, 한주(漢州)의 이찬 김요(金蕘)가 반란을 일으키자 파병하여 김요를 죽였다.
김요의 난을 평정한 후, 5월에 병을 얻어 쓰러졌다. 그 때에 「내 병이 위급하니 다시 일어나지 못할 것이다. 불행이 사자(嗣子)가 없으나 나의 누이 만(曼)은 천자가 명예하고 골상이 장부와 같으니 경들은 옛날 선덕, 진덕의 고사를 의방하여 세우는 것이 좋을것이다.」라는 유언을 남긴 후 7월 5일에 사망했다.

## 가계
- 부왕 : 경문왕 (景文王)
- 모후 : 문의왕후

## 같이 보기
- 발해
  - 대현석 (871년 ~ 895년)